# Nina Ananiaszwili

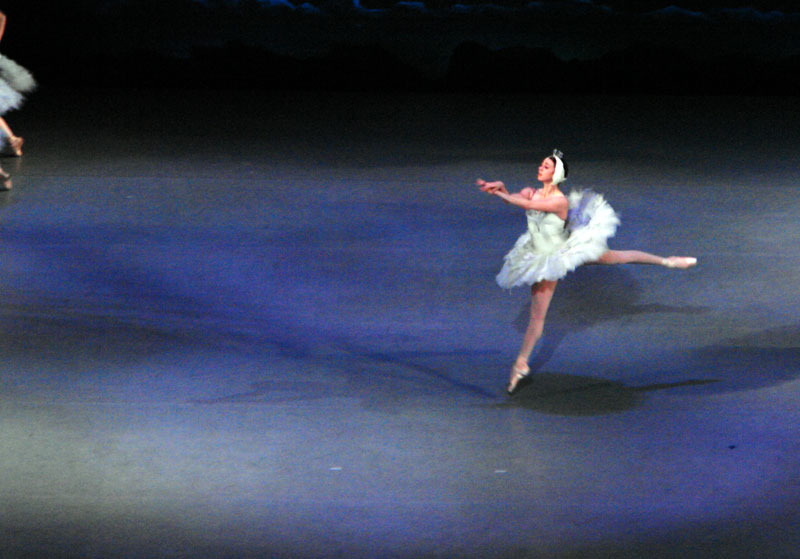
Nina Ananiaszwili, Jezioro łabędzie

Nina Ananiaszwili (gruz. ნინო ანანიაშვილი, ur. 28 marca 1963 w Tbilisi) – gruzińska tancerka.

## Życiorys
Urodziła się w rodzinie geologa Gedewana; również jej dwaj starsi bracia zostali geologami. Jej matka, Lia, jest filologiem. Gdy miała 6 lat, rodzice zapisali ją na lekcje łyżwiarstwa figurowego. Od 1969 uczyła się w Gruzińskim Państwowym Instytucie Choreografii, w wieku 10 lat zaczęła tańczyć jako baletnica, w 1976 została przyjęta do Moskiewskiego Państwowego Instytutu Choreograficznego (ukończyła instytut w 1981). W 1980 na 10 Międzynarodowym Konkursie Baletowym w Warnie zdobyła złoty medal w kategorii juniorek. Po ukończeniu instytutu została baleriną zespołu Teatru Wielkiego w Moskwie, w którym 1987-2004 była primabaleriną. W 1988 odniosła wielki sukces występując u boku Andrisa Liepy w Balanchine’s Theatre w Nowym Jorku, co było przełomem w jej karierze. Gra główne role w baletach klasycznych i współczesnych, m.in. George'a Balanchine'a (Apollo, muz. Igor Strawiński, Symphony in C, muz. Georges Bizet) i K. MacMillana. W 1993 została główną tancerką Amerykańskiego Teatru Baletowego. We wrześniu 2004 została dyrektorem artystycznym Teatru Opery i Baletu z. Paliaszwili w Tbilisi. W 1989 otrzymała tytuł Ludowego Artysty Gruzji, a w 1995 Ludowego Artysty Rosji, w 2010 została odznaczona Prezydenckim Orderem Doskonałości. W 2001 otrzymała rosyjski Order „Za zasługi dla Ojczyzny” IV klasy.